# Penisola Svjatoj Nos
La penisola Svjatoj Nos (in russo полуостров Святой Нос?, in italiano "santo naso"; in buriato Хилмэн хушуун, "muso di storione") è la più grande penisola del lago Bajkal, in Russia. Amministrativamente appartiene al Barguzinskij rajon della Repubblica di Buriazia, nel Circondario federale dell'Estremo Oriente.
La penisola con le acque circostanti fa parte del Parco nazionale Zabajkal'skij (Забайкальский национальный парк) Il più grande insediamento è il villaggio di Kurbulik (Курбулик).

## Geografia
La penisola, che sporge dalla sponda orientale del lago Bajakal nella sua parte centrale, ha una superficie di 596 km². Ha una lunghezza di 53 km e una larghezza massima di 20 km. Il punto più alto è il monte Markova (гора Маркова, 1878 m s.l.m.). L'istmo Čivyrkujskij (Чивыркуйский перешеек), lungo circa 20 km e largo da 8 a 18 km, collega la penisola con la terraferma e divide la baia Čivyrkujskij, a nord, dal golfo del Barguzin (Баргузинский залив), a sud-ovest, dove sfocia il fiume Barguzin. L'istmo è una striscia di terra paludosa bassa occupata per circa un terzo del territorio dal poco profondo lago Arangatuj (озеро Арангатуй) che è collegato alla baia Čivyrkujskij da un canale. Alcune migliaia di anni fa, la penisola Svjatoj Nos era un'isola ed era separata dalla costa da uno stretto poco ampio.
Alcune isole circondano la penisola: a nord-ovest le isole Uškan'i, e, nella baia Čivyrkujskij, le isole Lochmatyj (остров Лохматый), Elena (остров Елена), Golyj (остров Голый) e Baklanij (остров Бакланий). 

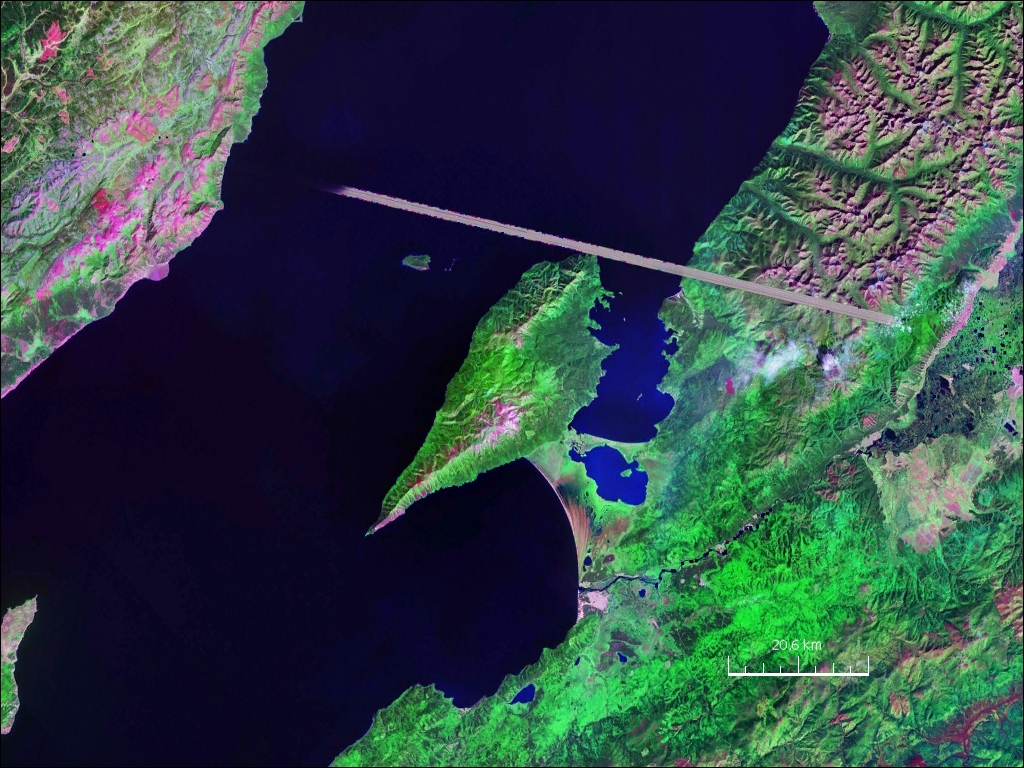
Immagine satellitare